# Pachyglossa
A Pachyglossa a madarak osztályának verébalakúak (Passeriformes) rendjébe és a virágjárófélék (Dicaeidae) családjába tartozó nem. Egyes rendszerek az ide tartozó fajokat is a Dicaeum nembe sorolják, de ez nem terjedt el.

## Rendszerezésük
A nembe az alábbi 8 faj tartozik:
- Pachyglossa chrysorrhea vagy Dicaeum chrysorrheum
- Pachyglossa melanoxantha vagy Dicaeum melanozanthum
- Pachyglossa vincens vagy Dicaeum vincens
- Pachyglossa annae vagy Dicaeum annae
- vastagcsőrű virágjáró (Pachyglossa agile vagy Dicaeum agile)
- csíkos virágjáró (Pachyglossa aeruginosa vagy Dicaeum aeruginosum)
- Pachyglossa everetti vagy Dicaeum everetti
- Pachyglossa propria vagy Dicaeum proprium